# 傅作楫 (山西)
傅作楫（16世紀—17世紀），字勝囗，山西汾州府孝義縣人，明朝政治人物。

## 生平
崇禎十五年（1642年），傅作楫中式壬午科山西鄉試第五十八名舉人，次年（1643年）聯捷進士，十七年授北直隸慶都縣（今河北省望都縣）知縣，就任二十天後李自成攻陷北京，他打算殉死報國。長子哭著對他說：「祖父母年老，忍心不見他們嗎？」強迫他回鄉。
永曆三年（清順治六年，1649年）姜瓖在大同起兵，傅作楫和張永錫父子和應，兵敗後逃入西鄉山中。清朝將軍手諭招攬，他以年老推辭，並安葬城中屍首，收養逃亡男女百多人遣送回家，終身讀書飲酒為樂，侍養父母二十多年。有《銘心集》二十卷行世。

## 家族
曾祖傅奇才。祖父傅宗睿，鄉耆。父傅明遠，任新安知縣、鄉飲大賓。

## 引用
1. 1 2  乾隆《孝義縣志·人物事蹟》：傅作楫，明崇正進士，除慶都令，抵任未二十日，值闖賊之變，將死以狥，長子泣請曰：「王父母俱高年，忍不見乎？」強之歸里，侍養二十載以孝聞。國朝順治六年，邑人張永錫父子作亂，迫脅不從，逃竄西鄉山中。賊平，大將軍手諭招之，作楫以老疾固辭。入城見屍橫道中，悉為掩埋，收養逃亡男婦百餘口，遁遣歸家不受一錢謝，終身以讀書飲酒為樂，著《銘心集》二十卷行於世。
2. ↑  乾隆《孝義縣志·官紳姓名》：傅作楫 崇正壬午科（舉人），中崇正癸未進士
3. ↑  錢海岳《南明史·卷八十九·列傳第六十五》：（同左應選）時山西遺臣：……孝義則傅作楫，崇禎十六年進士。慶都知縣。兵至將殉，其子持之歸。姜瓖起兵，與邑人張永錫父子應之。兵敗入山。清起不應。
4. ↑  《崇禎十六年癸未科進士三代履歷》